# De minimis
De minimis (lateinisch etwa ‚um Kleinigkeiten‘) beschreibt ein Rechtsprinzip, bei dem Bagatellen nicht den Tatbestand einer Norm erfüllen oder nicht angeklagt werden. Am bekanntesten sind dabei die Sätze de minimis non curat lex ‚Das Recht kümmert sich nicht um Kleinigkeiten‘ und de minimis non curat praetor ‚Der Richter (Prätor) kümmert sich nicht um Kleinigkeiten‘.
Obwohl sich in den Pandekten vereinzelt Hinweise auf eine De-minimis-Handhabung mancher Fälle finden, wurden sie nicht in den Institutionen kodifiziert. Die Formulierung de minimis non curat praetor tauchte in dieser Form erstmals 1644 auf.

## Beispiele
De-minimis-Regelungen gibt es in vielen Formen in verschiedenen Rechtsordnungen und Rechtsgebieten. Nicht immer kommt dabei de minimis namentlich vor. Nachfolgend einige Beispiele:
- Unzulässigkeit von Trivialbeschwerden beim Europäischen Gerichtshof für Menschenrechte gemäß Art. 35 Abs. 3 lit. b der Europäischen Menschenrechtskonvention
- EU:
  - De-minimis-Bekanntmachung der EU-Kommission für das Wettbewerbsrecht[3][4]
  - De-minimis-Regelung bei der Vergabe von Beihilfen (De-minimis-Beihilfe-Regelung)[5]
- Deutschland:
  - Bagatellbekanntmachung des Bundeskartellamts vom 13. März 2007[6]
  - Rechtsschutzbedürfnis als Sachentscheidungsvoraussetzung im Zivilprozess[7]
  - Freigaberegelungen des Kapitel 3 der Strahlenschutzverordnung.
  - Bagatellklausel in § 129 Abs. 3 Nr. 2 StGB[8]
  - De-minimis-Regelung der Energiewirtschaft: Keine Entflechtung vertikal integrierter Unternehmen mit einem Verteilnetz bei weniger als 100.000 Kunden nach EnGW im § 7.
  - Im Urheberrecht gibt es den inhaltlich verwandten Begriff des Beiwerks.
- USA:
  - 4. Zusatzartikel zur Verfassung der Vereinigten Staaten (unreasonable searches and seizures)[9]